# 天竺鼠 (搞笑組合)
天竺鼠是一个日本喜剧二人组，由川原克己和瀬下豊组成，他们属于吉本興業東京本社（東京吉本）。2004年4月結成、NSC大阪校26期出身。2008年、2009年和2013年入围短剧之王的决赛。
他们都来自鹿儿岛县，口头禅是 "奇天烈薩摩藩"。

## 脚注
1. ↑  . eltha.   [2021-12-28]. （原始内容存档于2021-12-28） （日语）.
2. ↑  Inc, Natasha. . お笑いナタリー.   [2021-12-28]. （原始内容存档于2021-12-28） （日语）.